# Xistrellula kankauensis
Xistrellula kankauensis är en insektsart som först beskrevs av Heinrich Hugo Karny 1915.  Xistrellula kankauensis ingår i släktet Xistrellula och familjen torngräshoppor. Inga underarter finns listade i Catalogue of Life.